# کارل فون مورس
کارل فون مورس (آلمانی: Carl von Moers; ۹ دسامبر ۱۸۷۱ – ۲۶ مهٔ ۱۹۵۷) سوارکار اهل آلمان بود.